# Ryanair UK
Ryanair UK Ltd. è una compagnia aerea low-cost britannica con sede nell'aeroporto di Londra Stansted ed è la filiale britannica del gruppo irlandese Ryanair; parimenti è una consorella di Ryanair, Buzz, Malta Air e Lauda Europe. La sede centrale è situata nell'aeroporto di Londra Stansted. Ha iniziato le operazioni nel marzo 2019.

## Storia
Ryanair UK è stata fondata il 30 maggio 1985 come Dawndell Limited e ribattezzata Ryan Air UK Ltd. il 27 giugno 1985. Dal 1º novembre 1995 la denominazione ufficiale è Ryanair UK Limited.
In una dichiarazione del 2 gennaio 2018, Ryanair ha annunciato che la sua controllata Ryanair UK aveva presentato una domanda alla Civil Aviation Authority per un certificato di operatore aereo il 21 dicembre 2017, in previsione di una potenziale "hard Brexit". Il suo primo Boeing 737-800, registrato G-RUKA, è stato trasferito a Ryanair UK nel dicembre 2018. La compagnia ha ricevuto un certificato di operatore aereo dalla Civil Aviation Authority il 3 gennaio 2019 e ha iniziato le operazioni per conto di Ryanair il 12 marzo 2019. Ryanair UK ha ricevuto il suo secondo 737-800, ex Buzz SP-RKA ora registrato G-RUKB, il 10 marzo 2021. Il 13 ottobre ha ricevuto il suo terzo aeromobile, immatricolandolo G-RUKC. Altri aeromobili continueranno a essere trasferiti in futuro.